# Prosopocera albicollis
Prosopocera albicollis es una especie de escarabajo longicornio del género Prosopocera, categorizada en la tribu Prosopocerini, de la subfamilia Lamiinae. Fue descrita por Breuning en 1936.

## Descripción
Mide 12-14 mm de longitud.

## Distribución
Se distribuye por Botsuana, Malaui, Etiopía, Gabón, República Democrática del Congo y Zimbabue.